# Lidija Bajuk

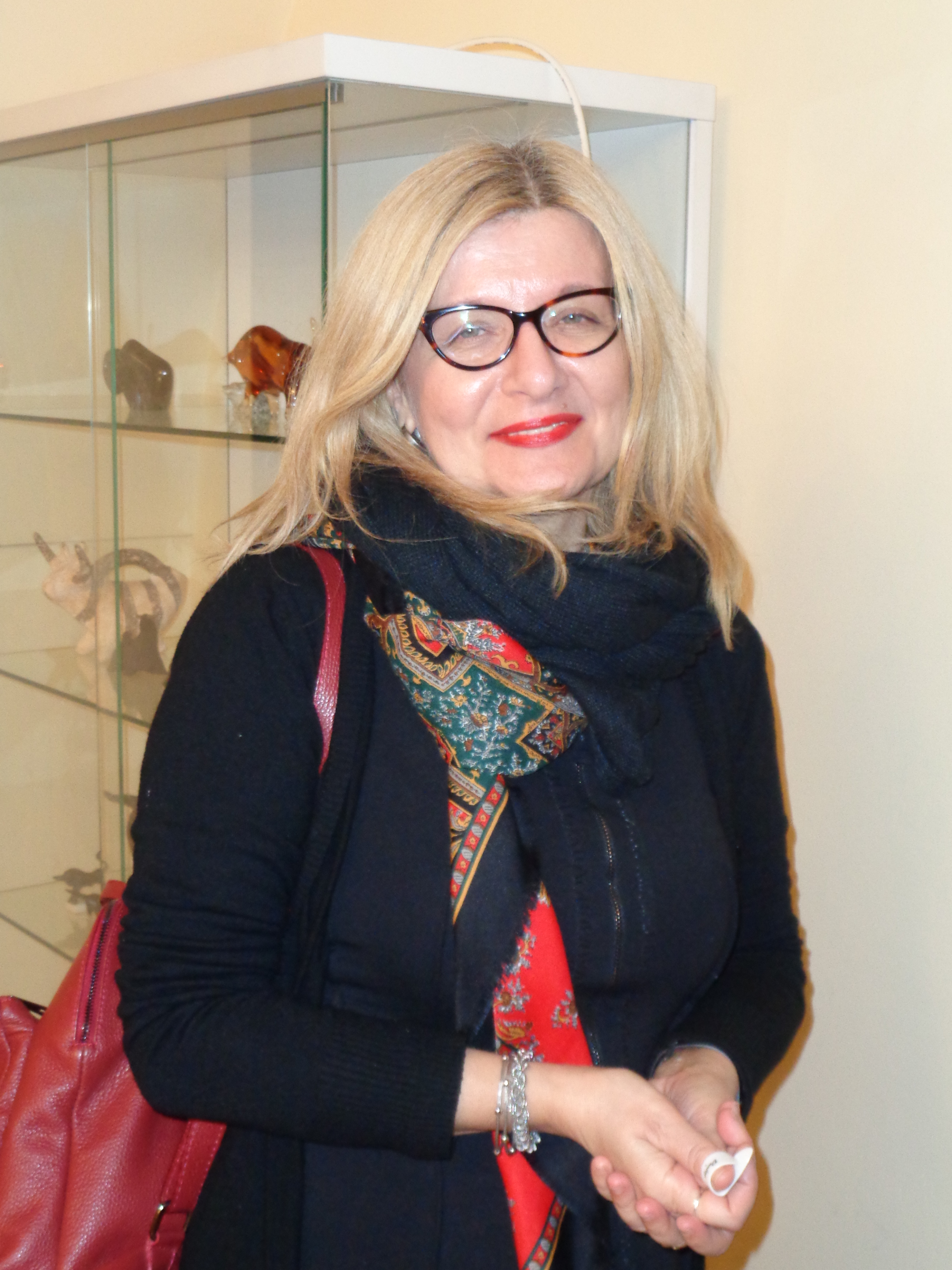
Lidija Bajuk (2018)

Lidija Bajuk (offiziell Lidija Bajuk-Pecotić, * 23. November 1965 in Čakovec, Jugoslawien) ist eine kroatische Sängerin und Komponistin, und eine der führenden Persönlichkeiten der dortigen Ethno-Musikszene.
Lidija Bajuk wurde in Čakovec geboren und lebt jetzt in Zagreb.
Neben mehreren Musikalben hat sie auch einige Bücher über die Themen Ethnologie und über lokale kroatische Bräuche verfasst.

## Veröffentlichungen
- Kneja. 12 bajkovitih priča, mit Illustrationen von Krešimir Zimonić, 1999, ISBN 953-196-323-1
- Priručnik glazbene kulture za 4. razred osnovne škole, 2007, ISBN 978-953-0-50914-6
- Kao ruža, kao zvijer, dragi moj Flaubert, 2016, ISBN 978-953-278-216-5